# إدوارد هنتر (عسكري)
إدوارد هنتر (بالإنجليزية: Edward Hunter)‏ هو عسكري أمريكي، ولد في 22 نوفمبر 1839 في غاردينر في الولايات المتحدة، وتوفي في 12 أكتوبر 1928 في ماونت فيرنون في الولايات المتحدة.